# Nicanor Costa Méndez
Nicanor Costa Méndez (Buenos Aires, 30 de octubre de 1922 - 3 de agosto de 1992) fue un abogado, político y diplomático argentino que se desempeñó como ministro de Relaciones Exteriores y Culto en dos períodos, el primero entre 1966 y 1969 bajo la dictadura de Juan Carlos Onganía y el segundo entre 1981 y 1982 durante la dictadura de Leopoldo Fortunato Galtieri.

## Biografía
Costa Méndez nació el 30 de octubre de 1922 en Buenos Aires. Se recibió de abogado en la Universidad de Buenos Aires en 1943 y más tarde se doctoró en leyes. Dirigió un estudio jurídico durante años. Enseñó derecho en varias universidades y publicó algunos libros. Falleció el 3 de agosto de 1992 a los 69 años de edad, de cáncer de pulmón.

## Carrera
Fue nombrado embajador en Chile por el presidente José María Guido en 1962, continuando su cargo durante un año con su sucesor, Arturo Illia. El dictador Juan Carlos Onganía lo nombró ministro de Relaciones Exteriores en 1966. Opinó que la Argentina pertenece al grupo de países ‘No Alineados’ y al Grupo de los 77 y debe seguir ahí, sin perjuicio de las alianzas que formalice. Se vio obligado a abandonar el ministerio tras la crisis el «Cordobazo» en 1969.
El 22 de diciembre de 1981 Costa Méndez asumió nuevamente como ministro de Relaciones Exteriores para refrendar al presidente de facto Leopoldo Fortunato Galtieri. El Proceso de Reorganización Nacional impuso la condición de apoyar la toma de las islas Malvinas. Tuvo la responsabilidad de dirigir la política exterior durante la guerra de las Malvinas, desde abril de 1982. Confió en la posibilidad de apoyo o –al menos– de neutralidad por parte de los Estados Unidos durante la guerra. Para presionar al secretario de estado norteamericano, Alexander Haig, citó repetidamente la responsabilidad que le cabría a ese país, por el Tratado Interamericano de Asistencia Recíproca.
Cuando quedó claro que los Estados Unidos no estaban dispuestos a ceder a las insinuaciones argentinas, e incluso que se le estaba prestando ayuda logística a Gran Bretaña, cambió la estrategia y solicitó colaboración diplomática y apoyo en los países de América Latina. Su discurso varió significativamente cuando viajó a Cuba, donde participó en un encuentro de los Movimiento de Países No Alineados y se entrevistó con el presidente Fidel Castro.
Asistió a varias reuniones en la Naciones Unidas; en un discurso, acusó a los Estados Unidos de traicionar a las demás naciones americanas.
Renunció a su cargo tras la caída de Galtieri, en junio de 1982.
Compareció ante la Comisión Rattenbach siendo el segundo en hacerlo.